# التعلیقات (کتاب فارابی)
التعلیقات کتابی منسوب به فارابی شامل مجموعه‌ای از پاسخ‌ها به سؤالات و استفسارها راجع به بعضی معضلات فلسفی و علمی و توضیح در مورد آنهاست.
حسن انصاری قمی معتقد است این کتاب از فارابی نیست.

## تصحیح
این کتاب با تصحیح و مقدمهٔ حسین موسویان در سال ۱۳۹۲ منتشر شد.